# 赤崎村 (岩手県)
赤崎村（あかさきむら）は、1952年（昭和27年）まで岩手県気仙郡にあった村。現在の大船渡市赤崎町にあたる。

## 沿革
- 1889年（明治22年）4月1日 - 町村制施行にともない、旧来の赤崎村単独で村制施行。
- 1952年（昭和27年）4月1日 - 大船渡町・盛町・猪川村・立根村・日頃市村・末崎村と合併し、大船渡市となる。

## 行政

### 歴代村長
| 代      | 氏名         | 就任                       | 退任                       | 備考 |
| ------- | ------------ | -------------------------- | -------------------------- | ---- |
| 1 - 2   | 金野源四郎   | 1889年（明治22年）5月19日  | 1898年（明治31年）10月28日 |      |
| 3       | 佐々木文七   | 1898年（明治31年）12月8日  | 1900年（明治33年）11月7日  |      |
| 4       | 佐々木哲之助 | 1900年（明治33年）12月6日  | 1901年（明治34年）10月26日 |      |
| 5       | 崎山英雄     | 1901年（明治34年）12月23日 | 1903年（明治36年）7月19日  |      |
| 6       | 金野源之進   | 1903年（明治36年）12月3日  | 1912年（大正元年）10月30日 |      |
| 7 - 8   | 山本周太郎   | 1913年（大正2年）8月7日    | 1919年（大正8年）5月19日   |      |
| 9 - 11  | 金野良一郎   | 1919年（大正8年）12月25日  | 1929年（昭和4年）4月11日   |      |
| 12      | 菊田文雄     | 1929年（昭和4年）12月2日   | 1933年（昭和8年）12月1日   |      |
| 13 - 14 | 三浦幸之進   | 1933年（昭和8年）12月18日  | 1939年（昭和14年）11月7日  |      |
| 15 - 16 | 佐々木綱行   | 1939年（昭和14年）12月20日 | 1945年（昭和20年）3月26日  |      |
| 17      | 佐々木敏雄   | 1945年（昭和20年）3月31日  | 1947年（昭和22年）3月31日  |      |
| 18 - 19 | 三浦市三郎   | 1947年（昭和22年）4月5日   | 1952年（昭和27年）3月31日  |      |